# Claes Holmgren
Claes Olof Holmgren, född 28 oktober 1957 i Gävle Staffans församling, Gävleborgs län, är en svensk tonsättare och var domkyrkoorganist i Visby 1992–2019.

## Biografi
Före sin tjänst i Visby var han organist i Staffans kyrka i Gävle 1981–1990. Holmgren har redigerat och publicerat äldre orgelverk i flera samlingar, till exempel Vox angelica, Vox doloris och Vox gevalia, där han samlat orgelverk av tonsättare från hemtraktens Gävle. Vidare flera volymer med orgelmusik av Gustaf Mankell.
Som tonsättare har han framförallt skrivit vokalmusik, däribland flera sångcykler och två rekvier, "Där en mild vind från väster blåser" och "Jag vet att du är någonstans och i mörkret glänser" till texter av Tua Forsström, samt även orgel- och kammarmusikverk, bland annat två stråkkvartetter. Han har gjort ett stort antal cd-inspelningar med orgel- och körmusik.
Som domkyrkoorganist var han bland annat ledare för flera körensembler och bedrev kontinuerlig oratorieverksamhet i Visby domkyrka med verk som till exempel Mendelssohn-Bartholdys Elias och Brahms Requiem på repertoaren. Han ansvarade för konsertverksamheten i Visby Domkyrka och var där också producent för de årligt återkommande musikfestivalerna. Tillika utövade han pedagogisk verksamhet med nära samarbete med många unga tonsättare. Ett femtiotal kompositioner har skrivits direkt för honom. 2013 medverkade han i projektet "En Mycket Stor Konsert", arrangerad av Sveriges Radio med flera. I detta klingade de flesta av Gotlands kyrkors klockor samtidigt och ljudet överfördes simultant till radioutsändningen. Tillsammans med Karin Rehnqvist komponerade han en konsert för klockspel i samband med detta projekt. Han utsågs 2010 till director musices h.c. i Visby stift.
Holmgren flyttade till Gävle 2019. Han blev 2019 organist i bland annat Älvkarleby-Skutskärs församling. Senare flyttade Holmgren tillbaka till Gotland med sin make och de bor sedan januari 2023 i Atlingbo.

## Diskografi
- Organ Document Gotland - Meeting Nine Organs (2013) 2 CD med textbok; svensk orgelmusik från sent 1700-tal till tidigt 1900-tal.
- Green harmony (2007) musik av Felix Mendelssohn Bartholdy. Orgel- och vokalmusik.
- Only Jesus (2006) Folkliga koraler samt musik av svenska poeter, psalmdiktare och tonsättare.
- Visby Visions (2005) musik av bland andra Lars Edlund, Gottfrid Berg och Gunnar Thyrestam framförd av vokalensemblen Nonetten.
- Raastediana (2004) orgelverk från 1910-talet av den danske tonsättaren Niels Otto Raasted på Domkyrkans stora orgel.
- Arches - Valvbågar (2003) vokalensemblen Nonetten, Solveig Faringer och Claes Holmgren framför dansk och svensk vokalmusik.
- Mankelliana (2002) orgelverk av 1800-talstonsättaren Gustaf Mankell på Domkyrkans stora orgel.
- Bonds of friendship (2001) svensk och dansk 1800-talsmusik och samtida musik på Domkyrkans orglar.
- Meetings (1992) Gotländsk orgelresa. Verk av bland andra C J Moberger, G J A Vogler, G Stolpe och F W Klint.
- Elevation (1991) verk av bland andra O Olsson, H Fryklöf, G Thyrestam, P v Tour och W W Glaser på Domkyrkans orglar och klockspel.
- Bottnisk vår (LP) (1986) Gudrun Raccuja, sång och Claes Holmgren, piano och orgel. Verk av bland andra Bo Linde, Ruben Liljefors och Claes Holmgren.
- Consolation (LP) (1985) Bo Lindes samtliga orgelverk samt verk av Gunnar Thyrestam, C J Moberger och Jacob Ekström.